# Clemente Mastella
Clemente Mastella (né le 5 février 1947 à Ceppaloni) est une personnalité politique italienne, ministre de la Justice du gouvernement Romano Prodi II du 17 mai 2006 au 17 janvier 2008, ancien leader de l'Union des démocrates pour l'Europe, un mouvement démocrate-chrétien de centre-gauche puis passé au centre-droit (dissous), et maire de Bénévent et ancien maire de Ceppaloni. C'est sa sortie du gouvernement, puis de la majorité, qui a accéléré la chute du gouvernement Prodi, en février 2008. En 2009, il se fait élire député européen sur une liste du Peuple de la liberté. Il n'obtient pas sa réélection sur une liste de Forza Italia en mai 2014.